# Zina Boniolo
Zina Boniolo (Rovigo, 16 dicembre 1952) è un'ex mezzofondista italiana.

## Biografia
Iniziò a praticare l'atletica leggera all'età di 15 anni sotto la guida dell'allenatore Tino Bianco. Venne introdotta al mezzofondo da Renato Canova, nel 1969 si classificò seconda al campionato nazionale juniores di cross. L'anno successivo si classificò seconda alla quattordicesima edizione del Campaccio (la prima aperta alla partecipazione femminile) arrivando alle spalle di Paola Pigni e fu selezionata per il Cross delle Nazioni di Vichy.
Nel 1971 a 19 anni corse gli 800 metri in 2'14"5 in frazione di staffetta e i 1500 metri in 4'43"3. Il suo miglior tempo sugli 800 rimase il 2'08"8 ottenuto a Formia nel 1972 e il 4'24"9 sui 1500 corso a Milano nel luglio 1971.

## Campionati nazionali
- 1 volta campionessa italiana assoluta nei 1500 metri (1971)
- 1 volta campionessa italiana assoluta nella staffetta 4×400 metri (1969)
- 4 volte campionessa italiana assoluta nella staffetta 4×800 metri (1971, 1972, 1973, 1974)
- 3 volte campionessa italiana assoluta nella staffetta 4×1500 metri (1971, 1972, 1973)

1969
- Oro ai campionati italiani assoluti di atletica leggera, staffetta 4×400 metri - 3'59"7 (con Salasco, Pipitone e Giuseppina Torello)
- Argento ai campionati italiani juniores di atletica leggera, corsa campestre

1971
- Oro ai campionati italiani assoluti di atletica leggera, 1500 metri - 4'30"4
- Oro ai campionati italiani assoluti di atletica leggera, staffetta 4×800 metri - 9'09"2 (con Giuseppina Torello, Pipitone e Paola Pigni)
- Oro ai campionati italiani assoluti di atletica leggera, staffetta 4×1500 metri - 18'53"2 (con Corbella, Paola Pigni e Giuseppina Torello)

1972
- Oro ai campionati italiani assoluti di atletica leggera, staffetta 4×800 metri - 9'40"0 (con Mauro, Cecchetti e Giuseppina Torello)
- Oro ai campionati italiani assoluti di atletica leggera, staffetta 4×1500 metri - 19'36"4 (con Mauro, Mara Cecchetti e Giuseppina Torello)

1973
- Oro ai campionati italiani assoluti di atletica leggera, staffetta 4×800 metri - 9'15"0 (con Botta, Elena Bosio e Giuseppina Torello)
- Oro ai campionati italiani assoluti di atletica leggera, staffetta 4×1500 metri - 19'35"2 (con Mauro, Mara Cecchetti e Giuseppina Torello)

1974
- Oro ai campionati italiani assoluti di atletica leggera, staffetta 4×800 metri - 9'01"6 (con Bruna Lovisolo, Giuseppina Torello e Daniela Gregorutti)

## Altre competizioni internazionali
1970
- Argento al Campaccio ( San Giorgio su Legnano)
- n/d al Cross delle Nazioni ( Vichy)